# Glorieta de Luca de Tena (Sevilla)

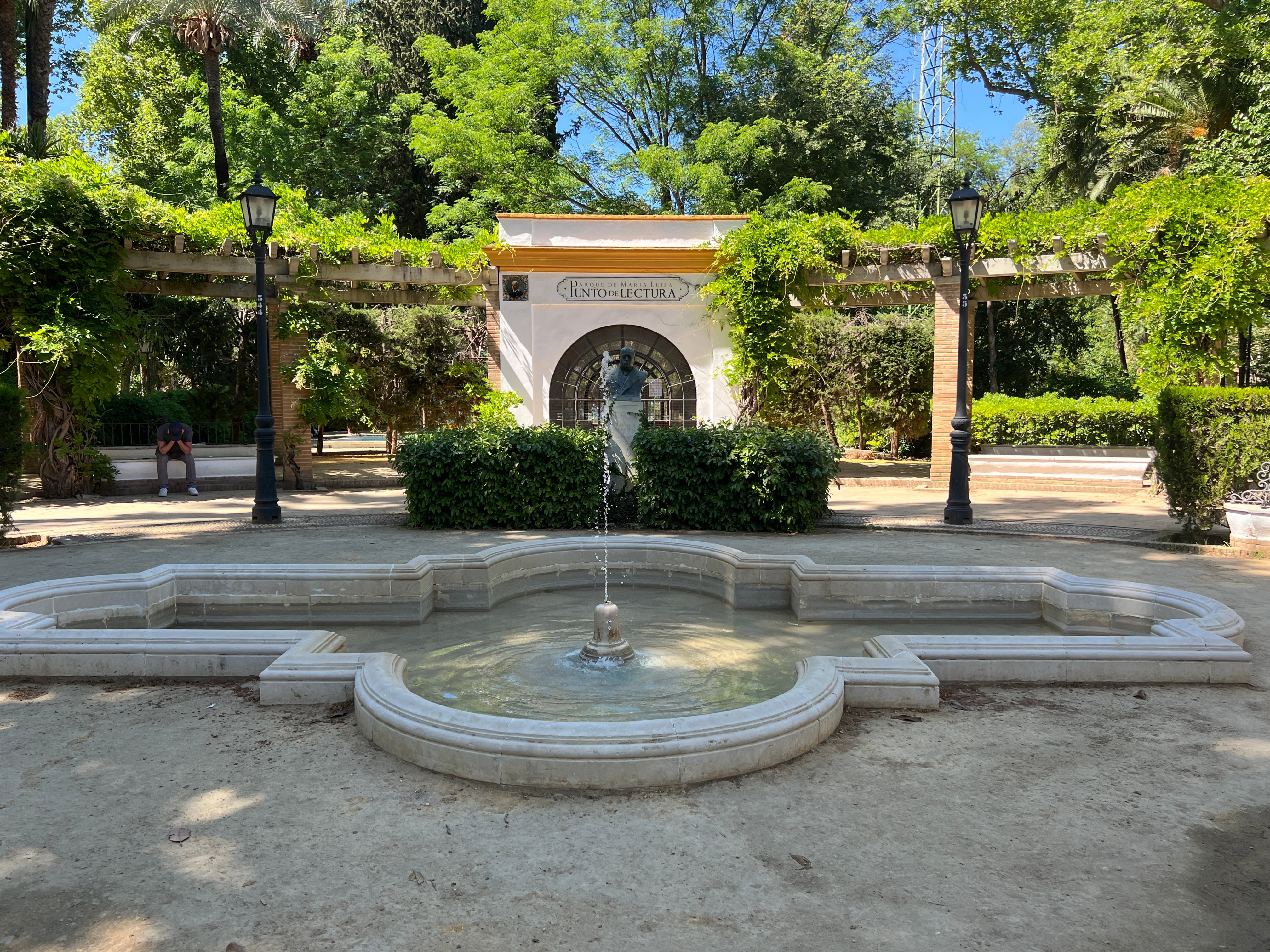
Glorieta de Luca de Tena.

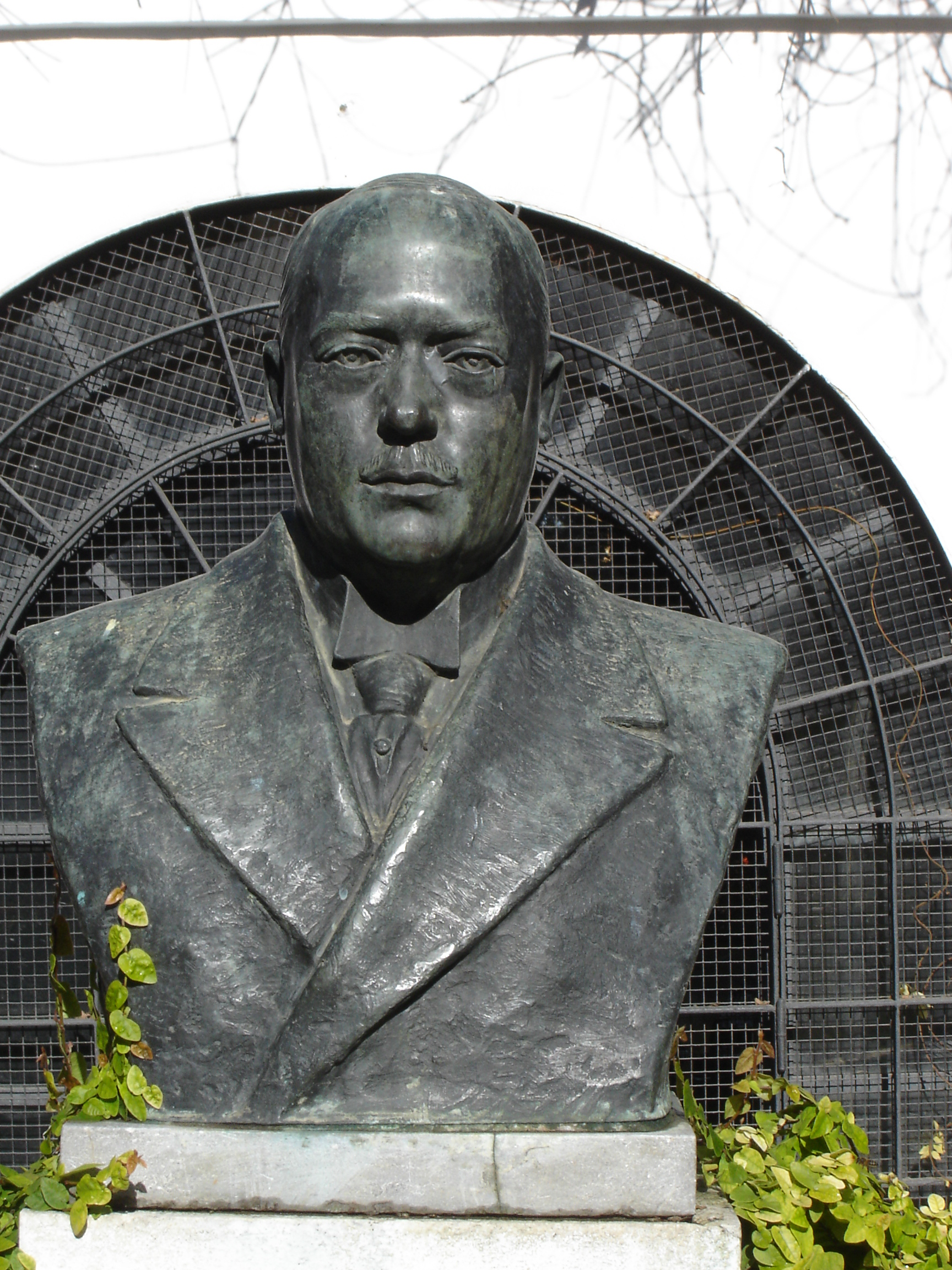
Busto de Torcuato Luca de Tena y Álvarez Ossorio.

La glorieta de Luca de Tena se encuentra en el Parque de María Luisa de Sevilla, frente a la Plaza de España.

## Historia
En 1929 falleció el periodista y editor Torcuato Luca de Tena y Álvarez Ossorio. Este era célebre en la ciudad por su vinculación personal con Sevilla y por haber sido editor del periódico ABC y de la revista Blanco y Negro.
En 1929 José Pemartín Sanjuan propuso en la prensa la construcción de un monumento a Torcuato Luca de Tena. No obstante, el proyecto no se llevó a cabo en ese momento.
El 25 de junio de 1951 una comisión formada por el alcalde José María Piñar y Miura, los tenientes de alcalde Llosent e Ibarrola, el conde de Halcón (presidente del Círculo de Labradores), Emilio Serrano (presidente del Ateneo de Sevilla) y José García Tejada (presidente del Círculo Mercantil), acordó aprobar los proyectos de dos glorietas realizados por el arquitecto Leopoldo Carrera Díaz y por el ingeniero Juan Villagrán Abaurrea. Las glorietas estarían dedicadas a Torcuato Luca de Tena y a Luis Montoto respectivamente. La zona donde se construirían se llamaba entonces "El Macetero", porque estaba destinada al cultivo de plantas ornamentales en macetas de cerámica. "El Macetero" ya no era necesario porque se había construido un vivero municipal.
El busto de Luca de Tena es obra de Emilio Laíz Campos, fue colocado en la glorieta en 1954.

## Características
Consiste en un pequeño pabellón central con dos pérgolas a ambos lados y una fuente delante. Las pérgolas tienen un emparrado de glicinias (wisteria sinensis). Frente al pabellón hay un busto en bronce que representa a Torcuato Luca de Tena, sobre un sencillo pedestal.
El busto que lleva una leyenda que dice: "Sevilla a D. Torcuato Luca de Tena y Álvarez Ossorio (1861-1929)".
Al igual que otras glorietas del parque, ha albergado libros. Si bien el resto de glorietas se limitaban a colocar algunos libros en sus anaqueles, esta convirtió su pequeño pabellón en una modesta biblioteca. Esta era la única glorieta del parque que también tenía periódicos.
Está situada entre la Glorieta de Aníbal González y el Estanque de los Lotos.

## Galería de Imágenes

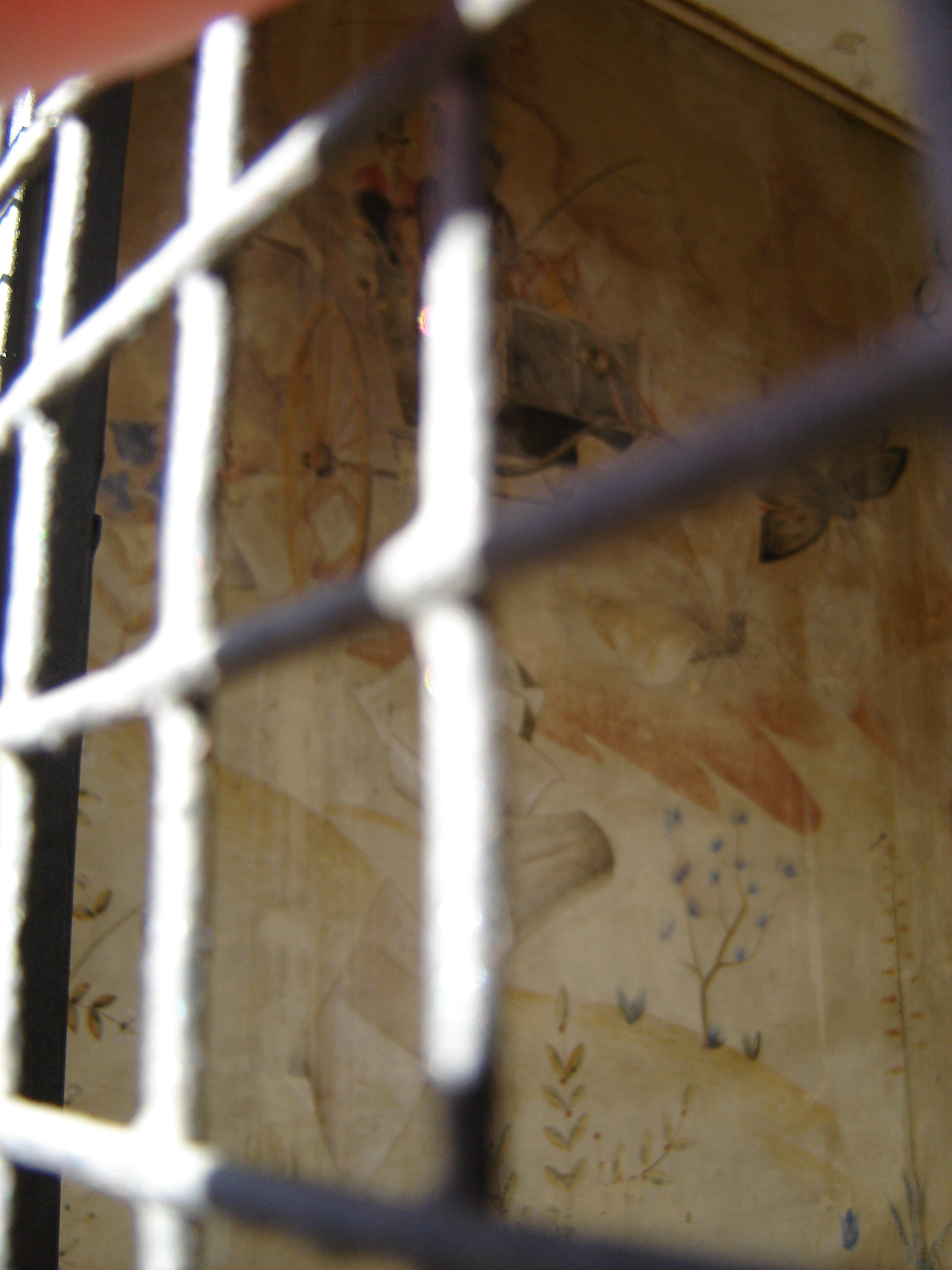
Interior de la "Jaula de las aves"
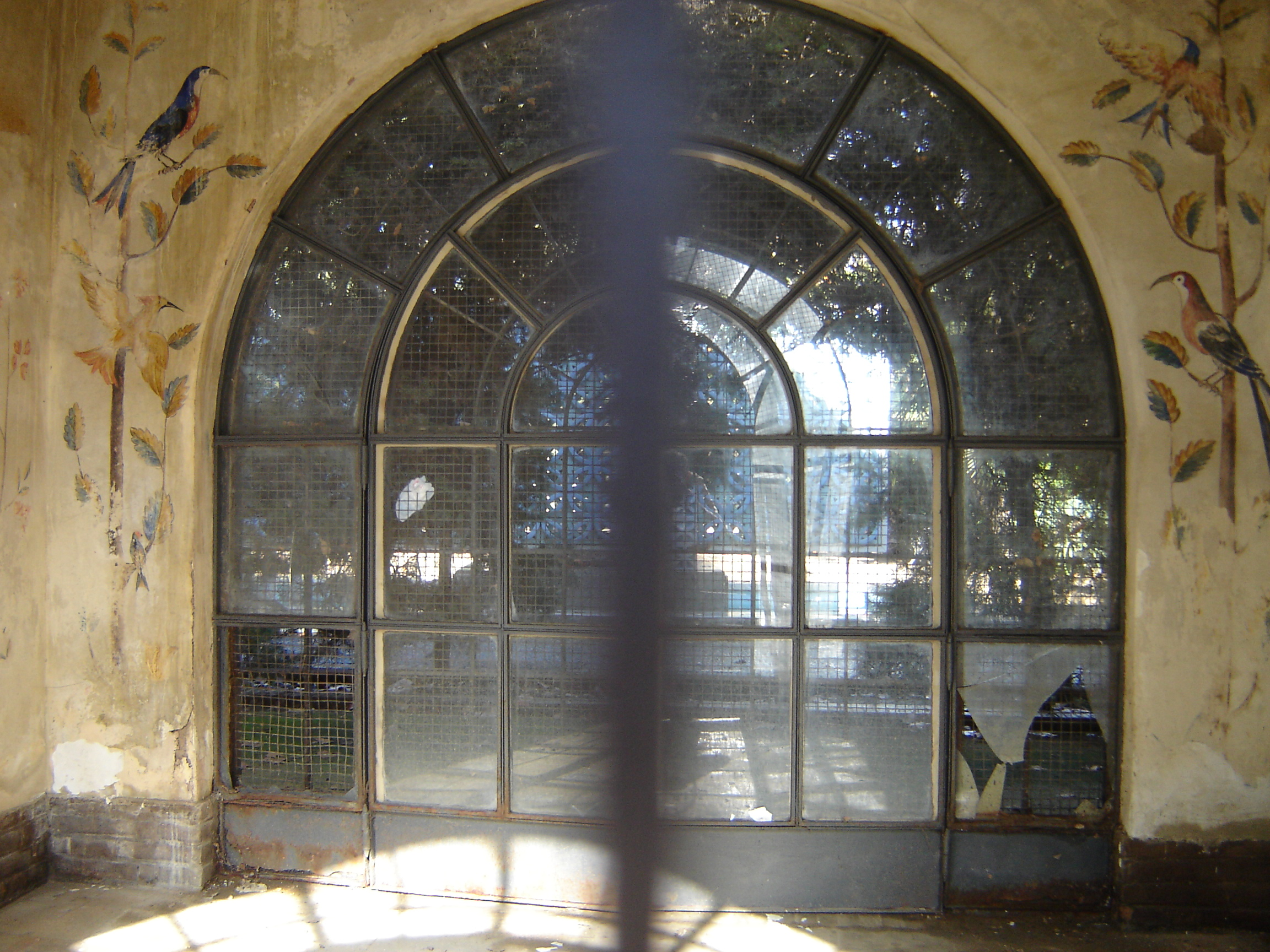
Interior de la "Jaula de las aves"
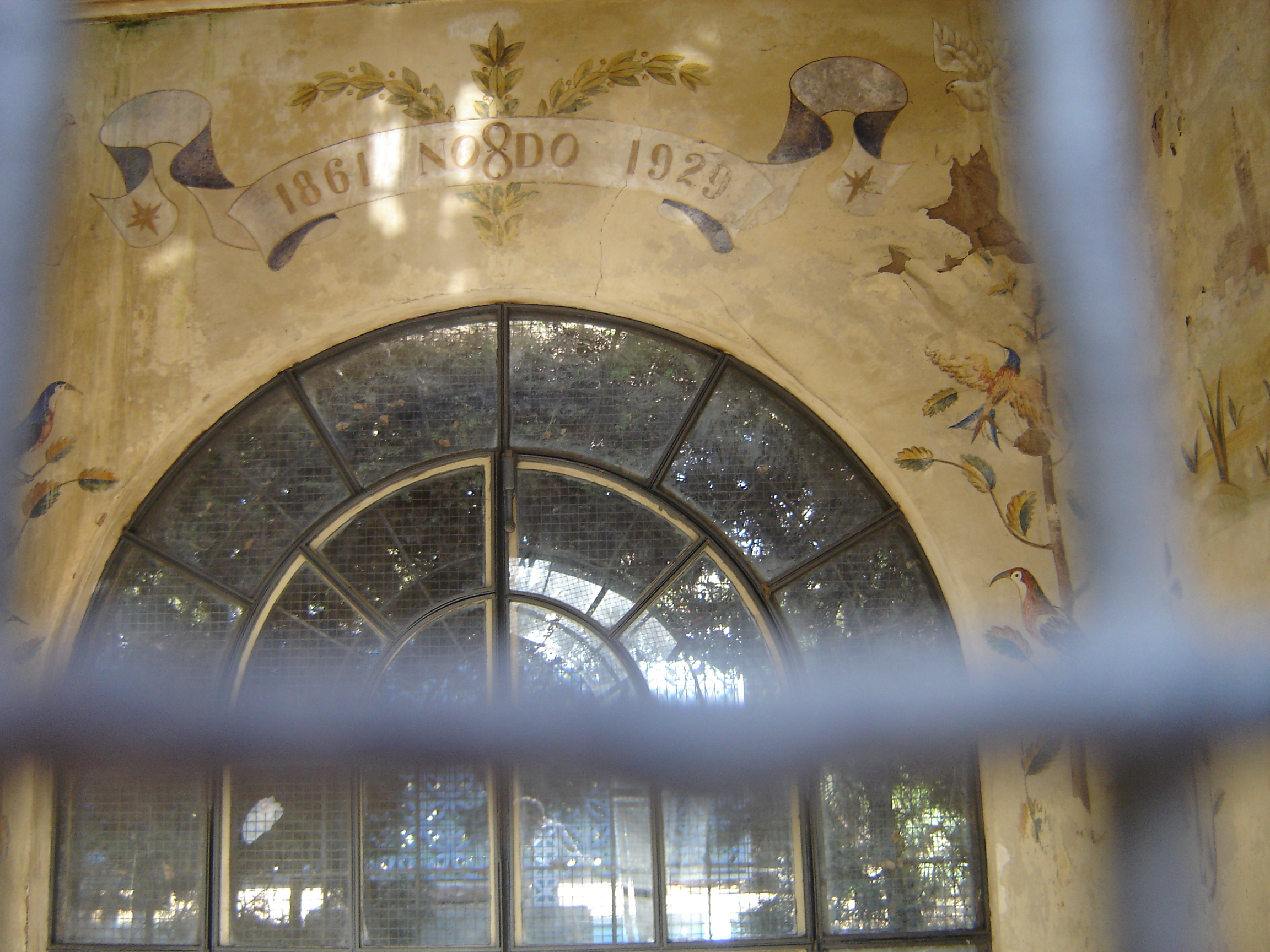
Interior de la "Jaula de las aves" con fechas